# Digonogastra laticunea
Digonogastra laticunea är en stekelart som först beskrevs av Günther Enderlein 1920.  Digonogastra laticunea ingår i släktet Digonogastra och familjen bracksteklar. Inga underarter finns listade i Catalogue of Life.